# آمون عبد الله
آمون عبد الله أو آمون عبد الله محمد (بالسويدية: Amun Abdullahi) (23 أكتوبر 1974 - 19 أكتوبر 2024)، هي صحفية صومالية-سويدية ومُؤسسة مدرسة البنات في مقديشو بالصومال.

## سيرتها الذاتية
نشأت آمون عبد الله في الصومال وجاءت لاجئةً في تسعينيات القرن العشرين إلى السويد حيث عاشت في أوميو، ثم منطقة رينكبي في ستوكهولم وأخيراً كيستا، قبل العودة إلى مقديشو بالصومال.
في ستوكهولم، عملت في محطة إذاعة الراديو السويدية الدولية SR International، وقدمت العديد من التقارير البارزة التي تبث على راديو Sveriges. كشفت من بين أمور أخرى في عام 2009 أن أحد قادة مركز الشباب في رينكيبي قام بتجنيد الشباب في ميليشيا الشباب الصومالية.
تعرضت للهجوم جسديًا وفكريًا وتهديدها مرارًا بسبب عملها. وتدعي أن السويد «أكثر خطورةً من مقديشو» لصحفي يريد أن يقول الحقيقة.

## الجوائز
- 2010: جائزة جمعية حرية الناشرين السويديين في ذكرى آنا بوليتكوفسكايا.[4]